# Joe Raposo (basgitarist)
Joe Raposo (Santa Barbara, 1970) is een Amerikaanse punkmuzikant en basgitarist van Portugese afkomst die onder andere heeft gespeeld in Lagwagon, Rich Kids on LSD en Uke-Hunt. Daarnaast heeft hij ook basgitaar gespeeld voor The Real McKenzies, Dwarves en Mad Caddies, hetzij voor kortere periodes.

## Biografie
Raposo werd geboren in 1970 en begon zijn muzikale carrière in 1987 op 17-jarige leeftijd als basgitarist voor de hardcorepunkband Rich Kids on LSD. Hij bleef bij Rich Kids on LSD tot 1996, toen de band (tijdelijk) uit elkaar ging, en kwam hier terug als basgitarist in 2003. In 2006 ging deze band voorgoed uit elkaar. In 2007 werd het album Death & Taxes: Volume One van de band Jaws onder eigen beheer uitgegeven. Deze band ging echter al snel uit elkaar na de dood van drummer Derrick Plourde. In 2010 ging Raposo bij de skatepunkband Lagwagon spelen en verving daarbij de oorspronkelijke basgitarist, Jesse Buglione. Raposo speelt sinds 2013 in de coverband Uke-Hunt en is tevens de basgitarist voor A Vulture Wake. Raposo was in 2019 te horen als basgitarist voor de punkband Ten Foot Pole op het album Escalating Quickly. Raposo heeft ook meermaals voor The Real McKenzies gespeeld. In 2022 speelde hij op het album Songs of the Highlands, Songs of the Sea van deze band.
Naast zijn werk in diverse punkbands werkt Raposo bij computerspelontwikkelaar Zynga.

## Discografie
Deze lijst bevat alleen live- en studioalbums waar Raposo een substantiële bijdrage aan heeft geleverd.
| Jaar | Titel                                    | Label                    | Met                |
| ---- | ---------------------------------------- | ------------------------ | ------------------ |
| 1989 | Double Live in Berlin                    | Destiny Records          | Rich Kids on LSD   |
| 1993 | Reactivate                               | Epitaph Records          | Rich Kids on LSD   |
| 1994 | Riches to Rags                           | Epitaph Records          | Rich Kids on LSD   |
| 2007 | Death & Taxes: Volume One                | (eigen beheer)           | Jaws               |
| 2014 | Hang                                     | Fat Wreck Chords         | Lagwagon           |
| 2014 | Uke-Hunt                                 | Fat Wreck Chords         | Uke-Hunt           |
| 2018 | The Appropriate Level of Outrage         | Bird Attack Records      | A Vulture Wake     |
| 2019 | Escalating Quickly                       | Thousand Islands Records | Ten Foot Pole      |
| 2019 | Railer                                   | Fat Wreck Chords         | Lagwagon           |
| 2022 | Live in a Dive                           | Fat Wreck Chords         | Rich Kids on LSD   |
| 2022 | Songs of the Highlands, Songs of the Sea | Fat Wreck Chords         | The Real McKenzies |